# مارك تينكلر
مارك تينكلر (بالإنجليزية: Mark Tinkler)‏ هو لاعب كرة قدم بريطاني في مركز الوسط، ولد في 24 أكتوبر 1974 في بيشوب أوكلاند ‏ في المملكة المتحدة. شارك مع منتخب إنجلترا تحت 18 سنة لكرة القدم. أما مع النوادي، فقد لعب مع ليدز يونايتد ونادي ساوثيند يونايتد ونادي ليفينغستون ونادي هارتلبول يونايتد ونادي يورك سيتي.

## وصلات خارجية
- مارك تينكلر على موقع قاعدة بيانات كرة القدم.إي يو (الإنجليزية)
- مارك تينكلر على موقع Soccerbase.com (لاعب) (الإنجليزية)
- مارك تينكلر على موقع عالم كرة القدم.نت (الإنجليزية)